# Jerzy Sztandera
Jerzy Sztandera (ur. 30 maja 1926 w Równem na Wołyniu, zm. 21 czerwca 2017 w Szczecinie) – oficer Wojska Polskiego.
Syn legionisty Antoniego Sztandery i Anny z d. Maciejewskiej. Wiceprezes Zarządu Okręgowego Związku Inwalidów Wojennych woj. zachodniopomorskiego. Członek Rady Kombatanckiej przy 6 Brygadzie Desantowo-Szturmowej w Krakowie. Członek Klubu Kawalerów Orderu Wojennego Virtuti Militari przy Kapitule Orderu VM.
Związek małżeński zawarł w 1950 roku. Ma dwie córki i syna. Zamieszkały w Szczecinie.

## Lata wojny
Przed wojną ukończył 6 klasę szkoły podstawowej.
W okresie okupacji sowieckiej kontynuował naukę. Po zajęciu Równego przez Niemców, Jerzy z nakazu pracy rozpoczął pracę w Reiehskomissariacie Ukraina jako pracownik fizyczny. Dom Sztanderów stał się miejscem kontaktowym oficerów II Odcinka „Wachlarza”. Jerzy pełnił w tym okresie funkcję łącznika.
W marcu do Równego przyjechali przedstawiciele 1 Korpusu Polskiego w ZSRR kpt. Leonard Borkowicz i por. Jerzy Putrament. Grupa 18 partyzantów Armii Krajowej z Równego została wcielona do Wojska Polskiego. 8 marca 1944 roku Jerzy znalazł się w Sumach w 3 batalionie szkolnym 1 pułku zapasowego. W dniach od 3 kwietnia do 27 czerwca 1944 roku pobierał nauki w Szkole Młodszych Dowódców Łączności w Charkowie. Następnie został skierowany do 15 kompanii łączności, 6 Dywizji Piechoty na stanowisko zastępcy dowódcy plutonu. Kompania w owym czasie stacjonowała w Baryszówce koło Żytomierza. 16 sierpnia 1944 roku 15 kompania łączności przegrupowała się do Przemyśla, a dalej w kierunku Warszawy. Za forsowanie Wisły w styczniu 1945 roku Jerzy Sztandera został odznaczony srebrnym Medalem „Zasłużony Na Polu Chwały”. 4 lutego 1945 roku w bitwie o Nadarzyce został ranny w głowę. Leczony był we frontowym szpitalu Armii Czerwonej w Złotowie. Za walki na Wale Pomorskim otrzymał Krzyż Srebrny Orderu Virtuti Militari. Po wyjściu ze szpitala wrócił do macierzystego pododdziału walczącego już pod Kołobrzegiem.
Za udział w walkach o Kołobrzeg został odznaczony Krzyżem Walecznych. Następnie walczył na szlaku bojowym 6 DP poprzez Starą Rudnicę nad Odrą, Siekierki i dalej w operacji berlińskiej w kierunku Łaby.
W maju 1945 roku 1 Armia Wojska Polskiego rozpoczęła powrót do kraju. W tym czasie Jerzy ukończył Frontową Szkołę Oficerską 1 Armii.

## Okres powojenny
Po powrocie do kraju stacjonował w Wadowicach, Andrychowie i Chrzanowie. W listopadzie został skierowany do Centrum Wyszkolenia Piechoty w Rembertowie. W maju 1946 roku rozpoczął pracę w Sztabie Generalnym WP. W 1948 roku ukończył roczny kurs przy Akademii Sztabu Generalnego i został skierowany do sztabu Pomorskiego Okręgu Wojskowego na stanowisko zastępcy szefa wydziału, a od 1950 roku powierzono mu obowiązki szefa wydziału.
W 1953 roku został zwolniony z wojska ze względu na zły stan zdrowia. Rozpoczął pracę w Technicznej Obsłudze Samochodów w Szczecinie jako technik, a od 1957 roku jako kierownik zakładu. Pracując, skończył studia na Wydziale Inżynieryjno-Ekonomicznym Politechniki Szczecińskiej i uzyskał tytuł magistra ekonomii transportu. Na emeryturę przeszedł w 1982 roku. Przez 40 lat był we władzach Zarządu Okręgowego Związku Inwalidów Wojennych RP w Szczecinie. Przez kilka lat był członkiem władz okręgowych Związku Bojowników o Wolność i Demokrację w Szczecinie. Zorganizował Klub Synów Pułku w Szczecinie.

## Awanse
- Sierżant – lipiec 1944[4]

## Ordery i odznaczenia
Pierwotny wykaz orderów i odznaczeń podano za: Tadeusz Zwilnian-Grabowski: Ocaleni w pamięci. s. 220.
- Krzyż Srebrny Orderu Virtuti Militari
- Krzyż Oficerski Orderu Odrodzenia Polski
- Krzyż Kawalerski Orderu Odrodzenia Polski
- Krzyż Walecznych
- Krzyż Partyzancki
- Złoty Krzyż Zasługi
- Srebrny Medal Zasłużonym na Polu Chwały
- Medal za Warszawę 1939–1945
- Medal za Odrę, Nysę, Bałtyk
- Medal „Za udział w walkach o Berlin”
- Medal „Siły Zbrojne w Służbie Ojczyzny”
- Złoty Medal „Za zasługi dla obronności kraju”
- Srebrny Medal „Za zasługi dla obronności kraju”
- Brązowy Medal „Za zasługi dla obronności kraju”
- Medal 10-lecia Polski Ludowej
- Medal 30-lecia Polski Ludowej
- Medal 40-lecia Polski Ludowej
- Medal za Długoletnie Pożycie Małżeńskie
- Medal Rodła
- Odznaka Grunwaldzka
- Odznaka Honorowa Gryfa Pomorskiego
- Medal Gryfa Pomorskiego
- Odznaka 12 Dywizji Zmechanizowanej
- Odznaka Syn Pułku
- Odznaka 1 Warszawskiej Dywizji Piechoty
- Odznaka 6 Brygady Desantowo-Szturmowej
- Odznaka 1000-lecia Państwa Polskiego

Odznaczenia sowieckie
- Order Wojny Ojczyźnianej I klasy
- Medal „Za wyzwolenie Warszawy”
- Medal „Za zdobycie Berlina”
- Medal „Za zwycięstwo nad Niemcami w Wielkiej Wojnie Ojczyźnianej 1941-1945"